# 冬瓜茶

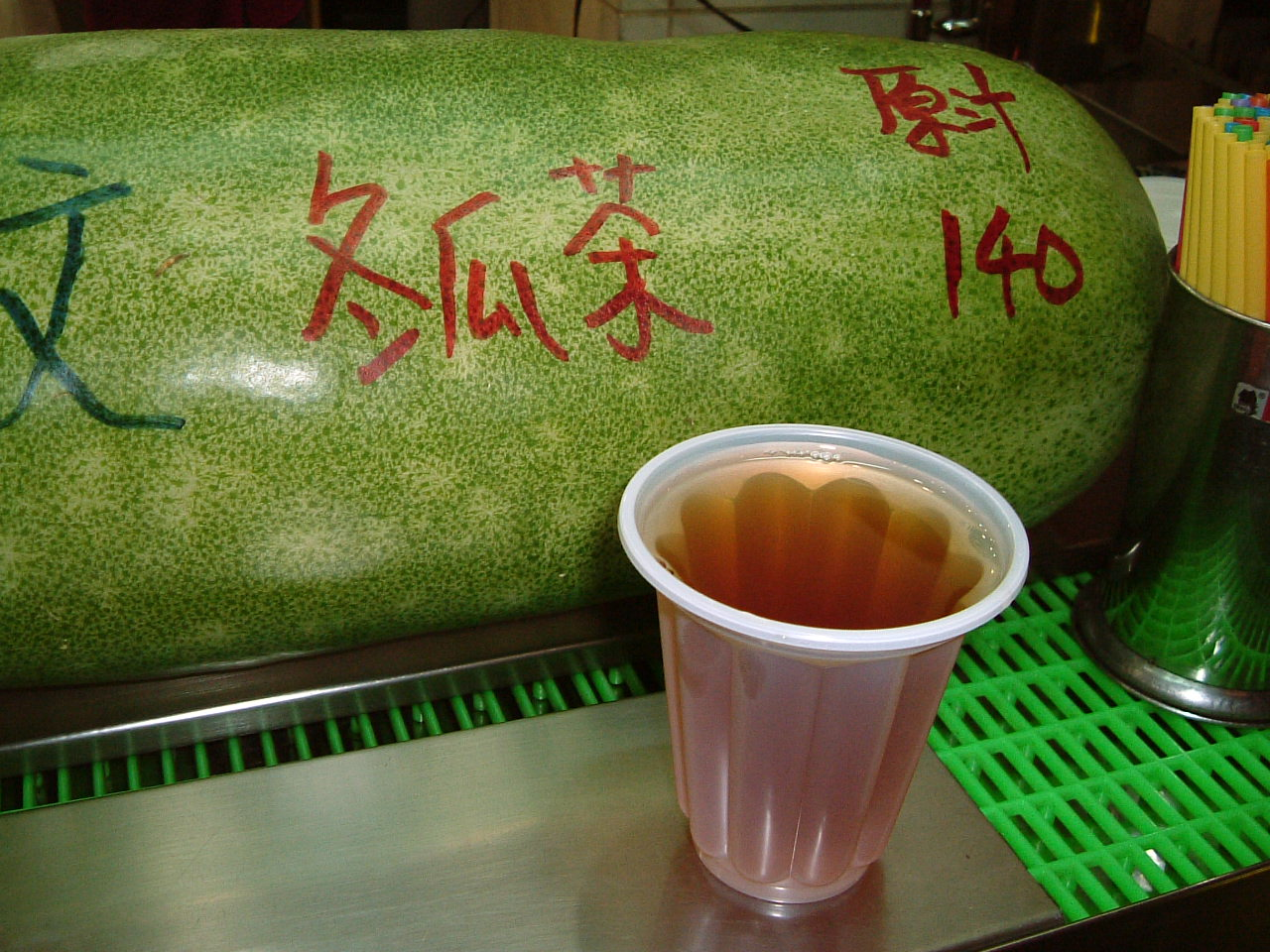
冬瓜與冬瓜茶

冬瓜茶是以冬瓜、糖為原料，经長時間熬煮成湯汁的飲料，在东亚尤其是台灣特别流行。这种饮料具有天然甜味和清凉感的特点，通常在夏季被人们冰镇后饮用。
冬瓜茶在台灣已有超过百年的飲用歷史（與甘蔗汁、青草茶，并稱台灣三大古早冰飲），原料取用容易且價格便宜；其中遵循手工古法熬制的傳統商店對於冬瓜茶的原料选择和製作過程尤其講究。

## 材料與製作
冬瓜經選瓜、削皮、去籽、切條塊，與糖熬煮攪動；配合冬瓜、砂糖、水、焦糖的比例，熬煮數小时以上。最後以紗布或濾網過濾渣籽，其湯汁即為濃縮冬瓜露，再經過冷卻、裝罐、冷藏，置放冰箱稀釋後飲用或冷凍販賣。
熬煮至水份蒸發凝塊，切成方塊則為一般市售之「冬瓜糖塊」，包裝後在各地市集雜貨鋪裡販賣。冬瓜糖塊自行烹煮融化成茶湯，即可 作爲飲料食用。整顆大冬瓜不加糖長時間熬煮，即為天然無糖冬瓜茶，糖尿病和腎臟病患者可飲。因綜合式茶飲的興起，冬瓜茶業者加入粉圓、椰果、湯圓或是加上檸檬、烏龍茶等配料，冷熱飲皆有。

### 冬瓜茶磚煮法
先至販賣冬瓜糖的店家購買冬瓜糖磚。
- 方法1：將600g冬瓜糖直接加入4500~5000c.c.的冷水熬煮（水滾，糖溶化，用小火熬20~30分鐘），待涼裝瓶，請保存冰度3~5℃冷藏，請於三天內飲用完，如太甜可自行加入冰水或冰塊稀释。
- 方法2：將600g冬瓜糖用800c.c.的水熬煮成糖蜜（水滾，糖溶化，用小火熬20~30分鐘），待涼裝瓶。請確保乾淨乾燥，約可冷藏7～10天，冷凍則可保存約1個月。欲飲用時冬瓜糖蜜與水以1:5比例沖泡即成冬瓜茶。[1]

## 其他
- 台灣特有蔬菜糖-冬瓜茶糖相關食品，冬瓜茶糖果是將台灣冬瓜榨成原汁加入麥芽、砂糖製造而成，成為過年過節出現在台灣餐桌的年節糖果，也常出現在台灣早期的傳統柑仔店，是許多台灣人小時候的零嘴回憶。[2]

- 台灣冬瓜產地，全年各地有生產：
  1. 宜蘭：羅東、頭城、五結、三星、礁溪、員山、冬山
  2. 花蓮：鳳林、玉里、新城、吉安、萬榮、卓溪、光復、富里
  3. 台東：關山、長濱、鹿野、池上
  4. 桃園：八德、龍潭、新屋、楊梅。
  5. 新竹：竹北、竹東、新埔、湖口、芎林、新豐。
  6. 苗栗：苑裡、通宵、卓蘭。
  7. 台中：大甲、霧峰、外埔、后里、東勢、大安、清水、烏日。
  8. 彰化：北斗、二林鎮、埤頭鄉、溪州鄉及竹塘鄉、芳苑鄉。
  9. 雲林：元長、土庫、二崙、西螺、虎尾、大埤。
  10. 嘉義：義竹、朴子、鹿草、六腳、太保、新港。
  11. 台南：善化、後壁、歸仁、下營與六甲。
  12. 高雄：甲仙、六龜、梓官、彌陀、杉林、橋頭、大寮。
  13. 屏東：南州、新埤、林邊、恆春。

縣市依季節不同生產之產季。
- 台灣大街小巷飲料店與夜市以及各種超市商店都能看到冬瓜茶的身影，有【台灣國寶茶】、【台灣茶國寶】之稱，是陪伴許多台灣人從小到大共同成長的台灣道地與在地台式飲品，冬瓜茶磚也被外國觀光客作為台灣農特產品的伴手禮，或許在其他國家非常少用冬瓜蔬菜做成茶來喝，也反應出台灣早期人民的歷史背景與生活文化。[5]

- 來自台灣產地農田的生鮮冬瓜→挑选→外表清洗→去皮→去瓤→切条→用水浸泡→洗淨二到三次→集合放到大鍋预煮殺菌→大鍋高溫熬煮→成品[6]

- 冬瓜茶一年四季皆可食用，冬天可以煮熱冬瓜茶、溫冬瓜茶，加紅豆、薏仁和其他配料，小湯圓也可以，另外一種作法，溫冬瓜茶加其他食材配料，可以在冬天嘗到冬瓜茶另一種風味。[7]

- 時序進入秋冬，秋冬更需要降火氣。因為天氣冷了、流汗少了，所有的火氣會產生所謂的體內虛火旺盛，容易產生便秘或是皮膚更容易乾燥、搔癢、龜裂、脫皮。[8]

- 2012年【台灣國宴茶】，曾被選為國宴指定飲料的冬瓜檸檬冰沙。[9]

- 2013年【台灣特色茶】台灣冬瓜茶登上中國中央電視台節目《台灣農產品的賺錢之道——冬瓜也做茶》，該節目經過考究指出：「台灣百年涼茶冬瓜茶具有濃厚的台灣人生活歷史與文創的加工在裡面，飲茶與小吃的創意在台灣古早時代就可以體現，據說在清同治年間（1856年－1875年)的台灣時期，台灣人就開始加工冬瓜來做冬瓜茶了，算起來也快一百五十年了」。[10]

- 《林纘》創辦台灣首份詩刊《台灣詩報》月刊，他有一首七言絕句盛讚冬瓜茶之清涼消暑，和利水消痰、除煩止渴的功能：「大勝匏瓠味淡馨，羹湯暑熱藥同靈。洞房記取仙姬贈，酥潤冰條試臘瓶」，本詩形容冬瓜茶清涼消暑的功效，同時冬瓜糖也是台灣結婚習俗中，女方媽媽為出嫁女兒所準備的嫁妝甜品之一。[11]

- 冬天吃薑母鴨、羊肉爐、麻油雞、八珍湯等藥膳，可補脾胃及氣血，但吃多了，容易出現口乾舌燥、口腔潰瘍、便秘、流鼻血等症狀，可喝冬瓜茶改善。冬令進補應以一星期一次，食材以白肉為主較好，包括雞、鴨等； 吃完補品若覺得睡不著，便秘、長痘痘、嘴破等上火症狀，就表示補過頭了；建議多喝開水、多吃新鮮蔬果以及喝冬瓜茶，所以有些台灣火鍋店吃火鍋會配冬瓜茶。[12]

- 在台灣地區也有傳統商家與古早工廠將冬瓜茶做成茶磚形式以耐儲存。[13]

## 外部連結
- "冬瓜茶" - 搜索 Google 圖書
- "冬瓜糖" - 搜索 Google 圖書